# 홍차

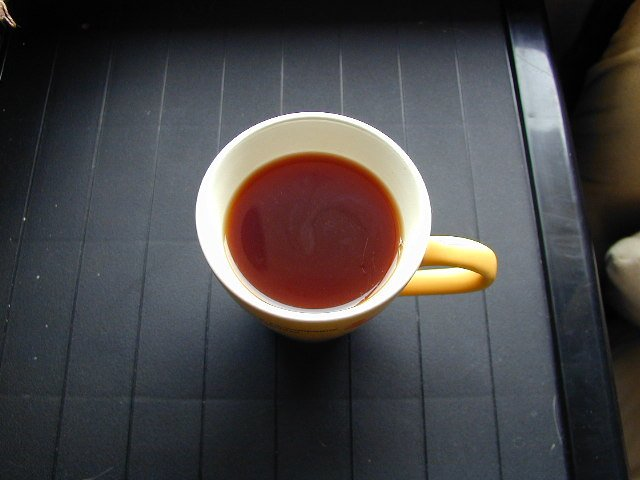
잔에 담긴 홍차

홍차(紅茶)는 백차, 녹차, 우롱차보다 더 많이 산화된 차(Camellia Sinensis)의 일종이다. 따라서 향이 더 강하며, 카페인을 더 많이 함유한다고 알려져 있지만 이는 흔한 오해이다.
동양에서는 찻물의 빛이 붉기 때문에 홍차(紅茶)라고 부르지만, 서양에서는 찻잎의 검은 색깔 때문에 'black tea (검은색 차)'라고 부른다. 서양에서 'red tea'는 보통 남아프리카공화국의 루이보스 차를 의미한다.
차는 오래전부터 무역에 사용되었으며, 몽골, 티베트와 시베리아에서는 19세기까지도 찻잎을 압축한 덩어리가 화폐로서 사용되기도 했다. 이는 보이차로 분류되는 차에 대한 기술이지만, 서양 사람은 이것이 자신들이 마시는 홍차와 같은 차로 믿고 있으며, 그들이 저술하는 문헌을 보면 차를 화폐로 사용했다는 내용을 볼 수 있다. 전통적으로 서양사회에 알려진 차는 홍차뿐이였으며, 녹차가 널리 퍼지고 있지만, 지금도 홍차는 서양에서 팔리는 차의 90퍼센트를 넘게 차지하고 있다.

## 홍차의 역사
400년 전 청나라의 군대가 푸젠성의 어느 산골마을에 들이닥쳤고, 마을 사람들은 군대가 쳐들어오자 그들을 피해 꼭꼭 숨어버렸다. 병사들은 찻잎이 쌓여있는 광에 들어가 머물면서 먹고 자고 하면서 시간을 보내다가 사라졌는데, 찻잎은 병사들이 머무는 동안 차로 만들 시기를 놓쳐 상해버리고 말았다. 마을 사람들이 돌아왔을 때에는 이미 찻잎은 엉망이 되어 있었다. 주민들은 낙담했지만 그렇다고 힘들게 거둔 찻잎을 버릴 수도 없는 노릇이어서, 주변에 있는 소나무 가지를 불살라 찻잎을 말리고 차로 만들었다. 그런데 이 차가 의외로 유럽 상인에게 몇 배의 가격으로 팔리게 되었다. 이렇게 홍차가 생겨나게 되었다.

## 분류

### 산지에 따른 분류

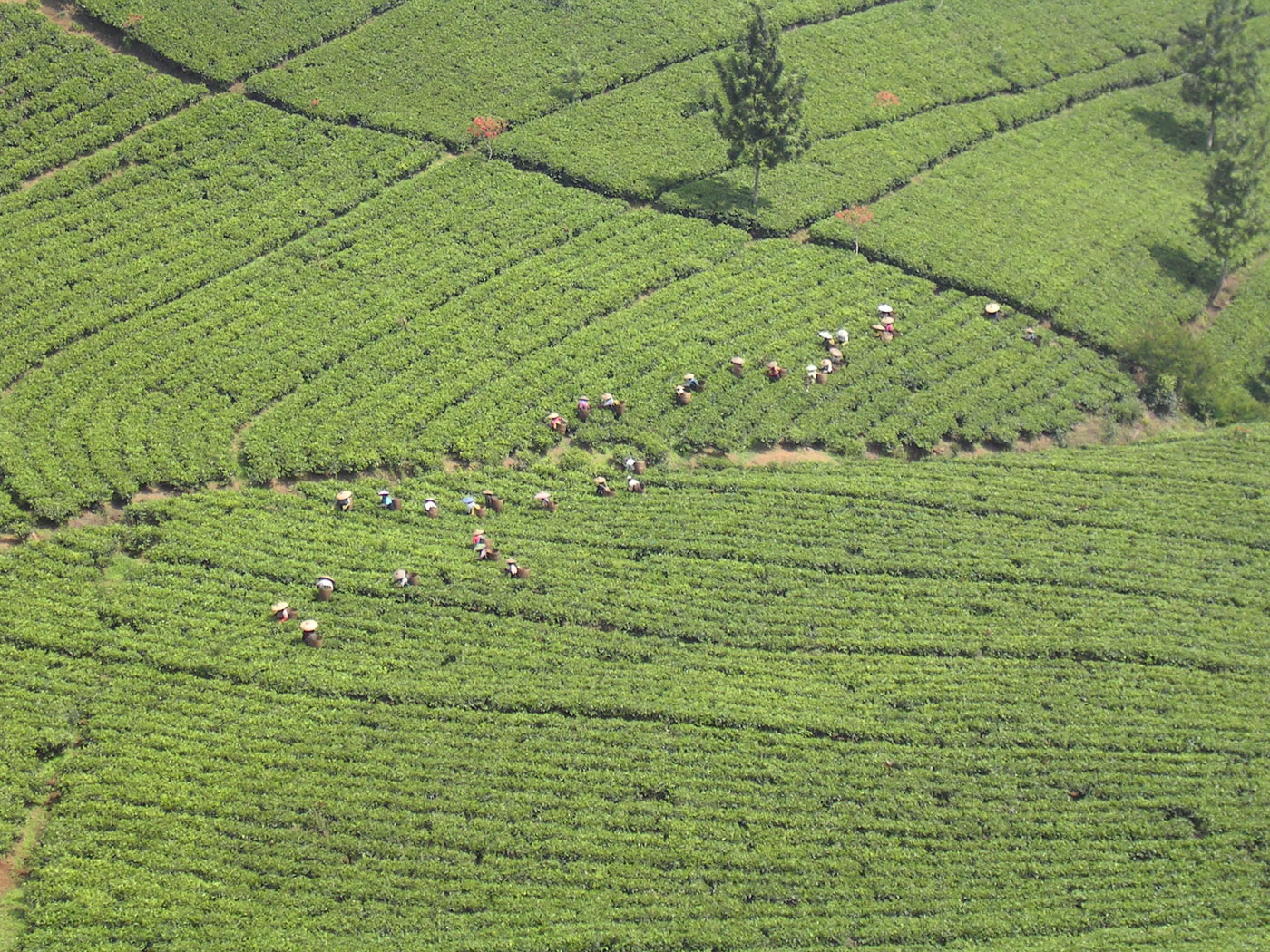
인도네시아 자와섬의 다원

홍차는 보통 그 산지마다의 뚜렷한 특색에 따라 다음과 같이 분류된다.

#### 한국 홍차
- 잭설차

#### 중국 홍차
중국의 홍차는 복건성 지역의 소종 홍차, 중국에만 존재하는 공부차, 그리고 홍쇄차로 분류한다.
- 정산소종 (또는 랍상 소우총, 正山小種, Lapsang Souchong)
- 기문 홍차 (또는 기문, 祁門, Keemun)
- 운남 홍차 (또는 전홍, Yunnan)

#### 인도 및 스리랑카 홍차
- 아삼 홍차 (Assam)
- 실론 홍차 (Ceylon)
- 다르질링 홍차 (또는 다질링 홍차, Darjeeling)
- 닐기리 홍차 (Nilgiri)

#### 기타 홍차
- 케냐 홍차
- 네팔 홍차
- 인도네시아 홍차
- 베트남 홍차
- 타이완 홍차
- 스리랑카 홍차

### 배합에 따른 분류
홍차는 찻잎의 배합 방법에 따라서 다음과 같이 분류되기도 한다.
- 스트레이트 티(Straight tea) - 단일 종류의 찻잎만을 사용한 것.
- 블렌드 티(Blended tea) - 두 종류 이상의 찻잎을 블렌드(배합)하여 제조한 것. 잉글리시 브렉퍼스트, 프린스 오브 웨일즈 등.
- 가향차(Flavoury or flavoured tea) - 향료, 딸기, 사과, 복숭아 등의 과일 또는 꽃잎같은 첨가물을 넣어 향을 낸 것. 얼 그레이 홍차 등.

## 등급

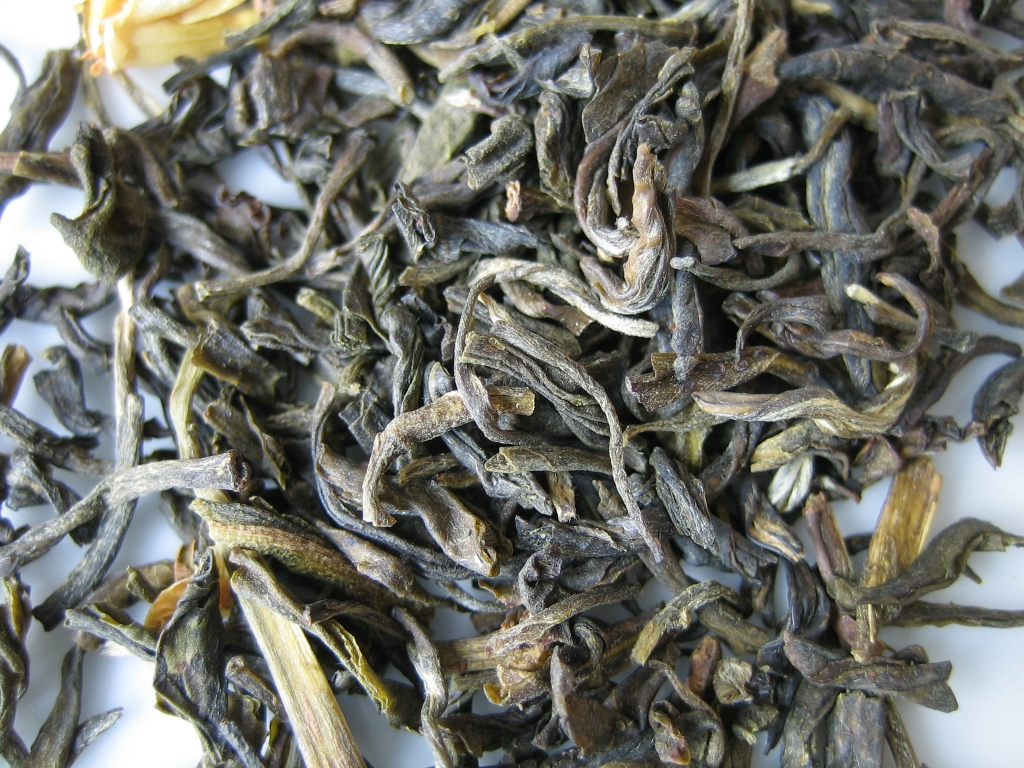
홍찻잎 더미

홍차는 여러 가지로 등급이 매겨진다. 일반적으로 찻잎의 모양에 따른 등급과 가공 상태에 따른 등급을 조합하여
- 브로큰 페코(Broken Pekoe, B.P.)
- 브로큰 페코 수숑 (Broken Pekoe Souchong, B.P.S.)
- 브로큰 오렌지 페코 패닝(Broken Orange Pekoe Fannings, B.O.P.F.)

등으로 표시한다. 자세한 구분은 다음과 같다.

### 가공 상태에 따른 등급
- 홀 리프(Whole leaf) - 통째의 찻잎.
- 브로큰(Broken) - 잘라진 찻잎.
- 패닝 및 더스트(Fannings/Dust) - 더 잘게 자른 찻잎(가루도 포함).

### 모양에 따른 등급
- 오렌지 페코(Orange Pekoe, O.P.) - 길고 얇으며 털이 많이 달린 잎으로 작은 새싹이 붙어 있기도 한다.
- 플라워리 오렌지 페코(Flowery Orange Pekoe, F.O.P.) - 차나무 줄기 맨 위의 새 순이다. 채취 및 분류에 품이 더 들기 때문에 플라워리 오렌지 페코를 사용한 홍차는 값이 더 비싸다.
- 페코(Pekoe, Pek.) - 오렌지 페코보다 약간 작으며, 털도 덜 달려 있으며, 우려낸 수색이 더 엷다.
- 수숑(Souchong, Sou.) - 가장 굵고 단단한 둥근 잎으로 더 엷은 수색을 낸다.
- 페코 수숑(Peckoe Souchong, Pek. Sou.) - 수숑과 페코 사이의 찻잎.

### 고급 등급
- S.F.T.G.F.O.P. - 다질링 홍차에서 사용되며 최상등급의 홍차를 뜻한다. (Super-Fine (or Fancy) Tippy Golden Flowery Orange Pekoe)
- T.G.F.O.P. - 찻잎 형태는 그대로 남아있고 많은 새싹 부분이 함유되어 있는 홍차 제품으로 아삼홍차의 최상등급의 홍차이다.(Tippy Golden Flowery Orange Pekoe)
- F.T.G.F.O.P. - T.G.F.O.P.등급 중 최상의 것으로 만든 홍차를 뜻한다. (Fancy (or Fine) Tippy Golden Flowery Orange Pekoe)

## 제조

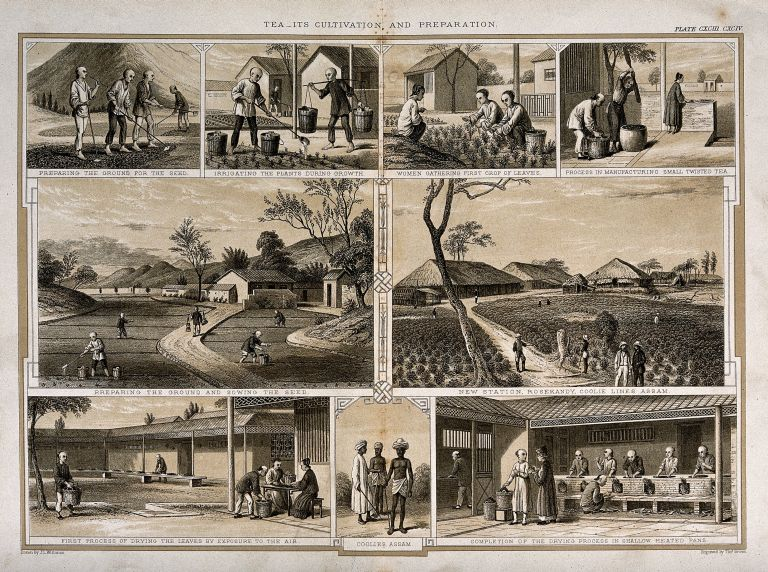
홍차의 제조 과정을 나타낸 그림

- 위조(萎凋, withering) - 바람을 이용해 수확된 찻잎의 수분을 어느 정도 제거한다.[2] 이 때, 실내에서 알맞은 온도와 습도를 유지해 건조시키는 자연 건조 방법과, 위조기를 이용해 공기를 직접 흘려 건조시키는 인공 건조 방법이 있다.
- 유념(柔捻, rolling) - 찻잎을 비벼 으깨서[2] 둥글거나 뾰족하게 말아 모양을 내는 단계이다. 찻잎의 모양을 변형하면, 표면의 세포와 조직이 파괴되어 찻잎 내부의 성분이 산소에 노출되고 효소가 방출되어 산화가 촉진된다. 유념은 CTC 제법(Crush, Tear, Curl), 즉 부수고, 자르고, 모양을 내는 것을 한번에 하는 기계 공정을 거치거나 넓은 천에 위조를 거친 찻잎을 담고 수작업 또는 기계로 압축하고 굴리고 꼬아서 모양을 만드는 전통 제법(orthodox)을 거친다. CTC 제법은 중급 이하의 찻잎으로 더 나은 품질의 홍차를 만드는 데 효율적이고 효과적이다. 전통 제법은 고급 홍차의 제조에 주로 사용되고 있다.
- 산화 - 유념 단계에서 원래의 초록 빛깔을 잃은 찻잎은 산화되면서 검붉은 빛을 띠게 된다. 홍차의 제조에서 가장 중요한 단계이다.[1]
- 건조(drying) - 찻잎의 산화를 멈추고 유통을 위해 건조시키는 단계이다. 이때 찻잎의 맛과 향의 변질을 막기 위해 고온 건조 방법을 사용한다.
- 등급 분류(grading) - 찻잎의 크기와 형태에 따라 등급이 매겨진다.
- 블렌딩(또는 배합, blending) - 대부분의 브랜드 홍차들은, 단일 품종, 단일 등급의 찻잎으로만 생산되지 않는다. 찻잎은 그 해의 기상조건 재배자의 관리 방법 기타 여러 가지 주변 상황의 영향으로 같은 지역 같은 품종의 나무라도 같은 향과 품질이 보장되지 않기 때문에 일정한 맛과 향을 유지하기 위해 여러 특성과 향기의 홍차를 블랜딩하여 브랜드 고유의 맛과 향을 유지한다. 각 브랜드의 필요에 따라 꽃잎, 말린 과일, 허브 등의 다른 첨가물을 넣거나 합성향료를 이용해 과일이나 초콜렛 등의 향을 입히기도한다.

## 성분
아무것도 넣지 않은 홍차에는 탄수화물, 단백질, 나트륨 등의 영양 성분은 거의 들어 있지 않다. 따라서 칼로리도 거의 없다. 단, 꽃잎, 허브, 과육 등이 첨가된 가향차의 경우에는 적은 양의 탄수화물이 포함되어 있다. 카페인은 100g 당 20mg이 있다.

## 인기
전 세계 차 생산량 중 홍차는 가장 큰 비율을 차지한다. 세계 시장에서 가장 많이 소비되는 차이다.

## 방사능 홍차
방사능 물질이 들어간 홍차가 암살수단으로 쓰이면서 생겨난 이름이다. 2006년, 방사능 물질인 풀로늄이 첨가된 홍차를 마신 전직 러시아 정보요원 알렉산드르 리트비넨코가 런던에서 사망하는 사고가 발생했다. 그는 2000년에 영국으로 망명한이래 러시아 푸틴 정권을 강도높게 비판해왔는데, 이것 때문에 푸틴이 사주하여 암살된것으로 추정하고있다. 리트비넨코는 2006년 11월에 런던의 밀레니엄 호텔에서 친구이자 전직 러시아 정보 요원 2명과 만남을 가지고 귀가 직후 쓰러져 3주만에 사망했다.
부검결과 그의 체내에서 방사능 물질인 폴로늄이 다량 검출됐다. 런던 경시청은 당시 그가 홍차를 마시는데 사용한 잔에서도 폴로늄이 발견되었다고 발표했다. 아울러 호텔에서 만났던 안드레이 루고보이와 드미트리 콥툰에 대해 러시아에 신병인도를 요청했으나 러시아는 이를 거부했다. 이 사건이후 푸틴이 대접하는 홍차는 사양하는게 좋다는 말이 풍자되기도 했다.
방사능 물질인 폴로늄은 같은 무게의 청산가리(시안화 수소: HCN)보다 약 25만 배나 강한 맹독성 물질로, 1조분의 1그램만 체내에 들어가도 치명적인 충격을 주며 해독제가 없다. 자연상태에서는 극소량만이 존재하기 때문에 추출비용과 제조설비 문제로 거의 생산되지 않는다. 연간 생산량은 약 100g정도로 거의 전량 러시아에서 생산되며 수요도 적다. 워낙 희귀한 물질로 일반인들은 구할 수 없고 정부 차원에서만 관리 가능하다. 따라서 세상에서 가장 비싼 암살 수단으로 사건직후 배후를 알 수 밖에 없어 경고성 메시지 전달 효과가 강하다. 피부침투는 불가하므로 체외노출에 안전하여 취급이 용이한 반면에 암살 성공 확률은 매우 높다.

## 같이 보기
- 차 (음료)
- 녹차
- 백차
- 청차
- 황차
- 흑차
- 커피

## 참고 문헌
- 조은아 (2012). 《중국차 이야기》. 살림출판사. ISBN 9788952219374.

## 관련 문헌
- 임현정, 진수수, 홍차, 녹차, 허브차, 한방차 54가지 무작정 따라하기, 길벗, 2007. ISBN 978-89-7560-469-0
- 이유진. 오후 네 시 홍차에 빠지다. 넥서스. 2013. ISBN 978-89-5797-935-8